# Уманец, Фёдор Михайлович
Фёдор Михайлович Уманец (1841—1908) — российский публицист, историк.

## Биография
Окончил юридический факультет Московского университета. Его кандидатская диссертация «Надел общины и дворовые люди» была напечатана в «Отечественных Записках» в 1862 году.
В 1864—1867 годах — мировой посредник и председатель мирового съезда в Подольской губернии.
В 1875—1880 годах — непременный член Глуховского уездного по крестьянским делам присутствия, в 1881 г. был в числе сведущих людей по вопросам питейному и переселенческому.
Позже состоял председателем Глуховской уездной и Черниговской губернской земской управы.

## Сочинения
- «Вырождение Польши. Два года после Ягеллонов» (Санкт-Петербург, 1871),
- «Образовательные силы России. I. Общественное воспитание. II. Народная школа» (Санкт-Петербург, 1871),
- «Из моих наблюдений по крестьянскому делу» (Санкт-Петербург, 1881; здесь идет речь о «мелкой земской единице» и «об упорядочении общинного землевладения»),
- «Колонизация свободных земель России» (Санкт-Петербург, 1884).
- «Гетман Мазепа» (Санкт-Петербург, 1897)[1]
- «Кн. Константин-Василий Острожский» («Русский архив». — IV, 1901).
- Александр и Сперанский: Ист. монография. — СПб., 1910. — 171 с.
- Проконсул Кавказа: С портр. А. П. Ермолова и его почерком. — СПб.: тип. И. Г. Ватсар, 1912.